# حسن محمد (بازیکن فوتبال، زاده ۱۹۸۹)
حسن محمد (انگلیسی: Hassan Mohammed؛ زادهٔ ۱۰ سپتامبر ۱۹۸۹) بازیکن فوتبال اهل امارات متحده عربی است.